# Erico
erico（エリコ）は日本の歌手である。2004年キングレコードよりデビュー。アルバム「erico」発売後所属事務所を辞め、バンド「Fifty-Fifty-Grind（後にLIPに改名）」を結成。その後脱退し現在は「ERIKO」としてソロ活動をしている。

## ディスコグラフィー

### シングル
1. Everything+Ash（2004年3月3日）
  1. Everything+Ash（TBS系「COUNT DOWN TV」2004年3月度エンディングテーマ）
  2. VIVIA
  3. Everything+Ash(instrumental)

### アルバム
1. erico（2004年6月2日）
  1. Everything+Ash
  2. ELECTRIC LOVE
  3. WHERE ARE YOU NOW
  4. 針とナイフ
  5. 「Lose control」
  6. Shed My Skin
  7. VIVIA
  8. Rainbow
  9. GIMMICK
  10. News!
  11. セピア
  12. RUN AWAY